# Imerina
Imerina je území ve středu ostrova Madagaskar. Počátky Madagaskarského království, oficiálně Imerinského království, jsou datovány do 13. století a trvají až do francouzské nadvlády v 19. století. Po jejím ukončení se celý ostrov Madagaskar stal samostatným. V současné době je Imerina jednou z mnoha oblastí tohoto ostrova.
Imerina dnes je nejdůležitější provincie ostrova Madagaskar, náleží ke čtyřem vnitřním provinciím ostrova a leží téměř v jeho středu. Je to nejhornatější část ostrova a nachází se zde i nejvyšší bod Madagaskaru. V pohoří Ankaratra leží vrchol Tsiafajavona 2590 m n. m. V severní části protéká největší řeka Madagaskaru Betsiboka a její přítok Ikopa. Dále jsou na východě řeka Onibe a na západě řeka Tsirbihina k jejímu úvodí náleží jezero Itasy. Obyvatelstvo je převážně zastoupeno kmenem Hovů, cca 1 milion.
Díky své poloze Imerina ovládala téměř celý ostrov až do francouzské okupace.

## Historie

### Počátky Imeriny
Počátky Imeriny jsou datovány okolo 13. století. Ústní tradice vypráví o třech panovnících ve 13. století následovaných dalšími sedmi možná až 11 panovníky. Jako poslední z nich je Uváděno jméno královny Rafohy a její dcery Rangrity – která dala království jméno známe dodnes IMERINA.
Syn Rangrity, Andriamanelo byl vládcem království v letech 1540–1575. Zavedl v zemi mnoho změn. Imerina byla stále pouze maličká říše ale díky zavedení správních institucí začínala připomínat organizací společnosti skutečný stát.

### Imerina za vlády Ralamba
Dalším panovníkem byl syn Ralambo, který vládl v letech 1575–1610. Za jeho vlády došlo k rozšíření území Imeriny a jejímu uznání okolními národy. Nejen politické aktivity ho proslavily. Měl velký vliv na sociální a hospodářský rozvoj země. Říká se, že byl prvním Malgašem, který jedl hovězí maso. Zda je to pravda není prokazatelné, ale důležité je, že za jeho vlády zavedl chov zebu, který byl do té doby neznámy.
Změnil také hierarchické uspořádání systému moci. Král byl absolutní autoritou, která byla podporována a ospravedlňována posvátností tohoto úřadu. Posvátnost krále byla umocňována vysvěcením královského talismanu sampy a řadou dalších rituálů.
Nejznámější rituál – Fandroana symbolická posvátná koupel panovníka, která se konala každý Nový rok
Ralambo měl podle legendy dva syny a za nastupujícího vládce zvolil Andrianjaka protože jeho druhy syn Andriantompokoindrindra podle zdrojů byl posedlý hrou kterou vymyslel, fanorona

#### Fanorona
Fanorona je poměrně složitá, propracovaná desková hra, připomínající dámu) nebo čínské go. Hraje se na speciální šachovnicí s černými a bílými kameny, jichž má každý hráč na počátku hry k dospozici 22. Fanorona se brzy rozšířila i mimo dvorské prostředí a změnila se v národní malgašskou zábavu. Také se prý užívala jako rozhodovací nástroj při některých soudních přích, jako metoda ordálu, běžnější však byl ordál jedem.

### 17. století Velké království a jeho rozpad
Andrianjaka vládl v letech 1610-1630, za jeho vlády se znovu změnily hranice. Dalším přínosem za jeho panování bylo zintenzivnění pěstování rýže a vybudování množství zavlažovacích kanálů. Jako první z panovníku si za své královské sídlo zvolil Antananarivo, které bylo od té doby hlavním městem Imeriny (později celého Madagaskaru). Duchovním centrem však byla Ambohimanga. Také docházelo k řemeslné specializaci – kovářské, hrnčířské dílny.
Po Andrianjakovi převzal vládu jeho syn Andriantsitakandriana a pak i jeho vnuk Andriantsimitoviaminandriandehibe. Následoval Andriamasinavalona, který se zapsal do dějin, zorganizoval největší a nejvlivnější rodové klany do 4 hlavních skupin.
–	Avaradrano, Marovatana, Ambodirano a Vakinisisaony.
Každý z těchto klanů dostal do správy ¼ země a do jejího čela dosadil jednoho ze svých synů
Po jeho smrti se však toto uspořádání rozpadlo a i samotné království se rozdělilo do 4 samostatných částí. 3 ze 4 území neodolaly nájezdům okolních národů zejména pak Sakalavům z Boiny. Pouze severní teritorium s hl. městem Ambohimanga zůstalo suverénní, a dokonce dokázalo rozšiřovat své území.

### Znovusjednocení Imeriny
Převratné změny přinesla vláda Andrianampoinimerina, který začal vládnout v roce 1783. Stal se nejvýznamnější osobou madagaskarských dějin. Pro Malgaše je něco jako „otec vlasti“.
Za jeho vlády byla znovu sjednocena Imerina v původních hranicích před rozpadem na 4 samostatné celky. Během několika let pak bylo území nadále rozšiřováno. Pod nadvládu Imeriny se dostali i jiné mocné země např. Betsileů a Sakalavů. Tito dva se stávají vazalskými zeměmi, mohou si podržet své panovníky a jinak jsou v moci Imeriny
Za vlády Andrianampoinimerina je nadále umocňován absolutistický statut panovníka ale také zavádí demokratické principy – kabary. Byla také zřízena rada se 70 členy, kde byly zastoupeny všechny třídní společnosti. Tato rada fungovala při rozhodování ohledně právních věcí a státních financí.
Pozměnil a upravil také zákony. Byl ustanoven trestní zákoník, kontroloval pozemkovou reformu a usiloval o půdu pro každou rodinu, aby byla schopna odvádět daně či část výnosu rýže.
Zemřel v roce 1810 a ze svých 24 dětí určil svým následovatelem Radamu.

#### Kabary
Veřejná shromáždění, na nichž král předloží své plány a úmysly a od svých poddaných očekává, že se k nim vyjádří. Tyto KABARY se vyvíjely a v pozdější době se stávají vysoce vyvinutým řečnickým uměním využívaným ke speciálním příležitostem.

### Otevření Imeriny světu
Radama zdědil po otci nejen velkolepé království ale i velké ambice. Což potvrdil když vyslovil myšlenku „ny riaka no valamparihiko,“ – „hranicí mých rýžovišť je moře“. Poprvé co byla vyslovena myšlenka na sjednocení celého ostrova.
Radamuv nejvýznamnější počin bylo otevření Imerinského království okolnímu světu. Což přineslo neomezenou možnost přistěhovalcům z Evropy. Důsledky byly obrovské nejen kulturní ale také změna obživy, příchod vyspělého průmyslu (cihelny, manufaktury).

### Návrat k tradičním hodnotám
Ve 35 letech Radama zemřel a na trůn se dostala jeho sestřenice Ranavalona. Vládla po dobu třiceti tří let a její panování bylo ve znamení návratu k tradičním hodnotám. Byla odpůrkyní křesťanství a Evropy jako celku. Bála se ztráty nezávislosti Imeriny zavedla politiku izolacionalizmu. Ovšem rozloha Imeriny se neustále zvětšovala, země byla rozprostřena téměř po celém ostrově pouze oblasti na jihu zůstávaly samostatné.

### Francouzská expanze
Po smrti Ranavalony I. nastoupil na trůn neschopný Radama II., který však byl už roku 1863 sesazen a popraven. Královnou se stala jeho vdova Rasoherina a po ní nastoupila roku 1868 na trůn Ranavalona II. Ta roku 1869 konvertovala ke křesťanství a za její vlády proběhla rozsáhlá christianizační kampaň. Královna a její rádce Rainilaiarivony, který se stal i jejím manželem (nemohl se však kvůli nízkému původu stát králem), se politicky orientovali na Velkou Británii. To nebylo po chuti Francii a důsledkem byla francouzská expanze, ústící ve snahu připojit ostrov k Francii jako kolonii. V Imerině proběhlo v této době mnoho rozsáhlých nepokojů, čímž byla oslabena královská moc. Po smrti královny Ranavalony II. na trůn nastoupila její stejnojmenná dcera, ale hlavní vliv v království měl Rainilaiarivony. V roce 1895 vtrhli Francouzi do hlavního města a 30. září královnu sesadili. Rainilaiarivony byl zatčen, odsouzen a uvězněn v Alžírsku, kde zanedlouho zemřel.
Francouzská nadvláda nad ostrovem trvala až do roku 1960, kdy Madagaskar znovu získal nezávislost.